# رامپور صدر نبوی
رامپور صدر نبوی (زاده ۱۳۱۶ کاشمر) استاد دانشگاه و نمایندهٔ حوزه انتخابیه کاشمر در نخستین دوره انتخابات مجلس شورای اسلامی بود که رد اعتبارنامه شد و حسن حسن‌زاده جای او را گرفت؛ صدر نبوی از میان رأی ۲۰۳ نفر نماینده، ۱۲۹ رأی مخالف، ۲۹ رأی موافق و ۴۵ رأی ممتنع گرفت که منجر به رد اعتبارنامه وی شد و دلیل آن اتهام به عضویت در حزب رستاخیز و حضور او در عکسی کنار محمدرضا پهلوی در خرداد سال ۱۳۵۷ بود.